# NHL Amateur Draft 1978
L'NHL Amateur Draft 1978 è stato il 16º draft della National Hockey League. Si è tenuto il 15 giugno 1978 presso il Queen Elizabeth Hotel di Montréal.
Il sedicesimo draft fu l'ultimo ad essere definito "amateur draft" prima dell'introduzione della dicitura "entry draft" a partire dal 1979. Fu l'ultima edizione senza un numero prestabilito di giri e nella quale le squadre potevano scegliere di saltare il proprio turno e scegliere di nuovo in quello successivo. Inoltre non fu più permesso l'acquisto di scelte negli ultimi giri in cambio di denaro come permesso a partire dal 1969; da questa edizione in poi gli scambi delle scelte avrebbero coinvolto solo la cessione dei giocatori o del loro diritti, non più sulla base di pagamenti. La vicina fusione della NHL con la WHA permise alla lega di riorganizzare un evento pubblico eliminando la teleconferenza. Nel draft 1978 per l'ultima volta non fu consentito di scegliere i giocatori al di sotto dei 20 anni di età, mentre rispetto alla passata edizione molti giocatori che non sottoscrissero un contratto con una franchigia NHL si dichiararono nuovamente eleggibili. Nell'estate del 1978 i Cleveland Barons si fusero con i Minnesota North Stars, lasciando a loro la prima scelta assoluta.
I Minnesota North Stars selezionarono il centro Bobby Smith dagli Ottawa 67's, i Washington Capitals invece come seconda scelta puntarono sul centro Ryan Walter, proveniente dai Seattle Breakers, mentre i St. Louis Blues scelsero in terza posizione l'ala destra Wayne Babych dei Portland Winterhawks. Fra i 234 giocatori selezionati 143 erano attaccanti, 67 erano difensori mentre 24 erano portieri. Dei giocatori scelti 95 giocarono in NHL, 16 vinsero la Stanley Cup mentre uno entrò a far parte della Hockey Hall of Fame.

## Turni
|  | = NHL All-Star |  |  | = Membro della Hall of Fame |

Legenda delle posizioni

A = Attaccante   AD = Ala destra   AS = Ala sinistra   C = Centro   D = Difensore   P = Portiere

### Primo giro
| #  | Giocatore            | Nazionalità | Squadra NHL                         | Squadra di provenienza        |
| -- | -------------------- | ----------- | ----------------------------------- | ----------------------------- |
| 1  | Bobby Smith (C)      | Canada      | Minnesota North Stars               | Ottawa 67's (OMJHL)           |
| 2  | Ryan Walter (C)      | Canada      | Washington Capitals                 | Seattle Thunderbirds (WCHL)   |
| 3  | Wayne Babych (AD)    | Canada      | St. Louis Blues                     | Portland Winterhawks (WCHL)   |
| 4  | Bill Derlago (C)     | Canada      | Vancouver Canucks                   | Brandon Wheat Kings (WCHL)    |
| 5  | Mike Gillis (AS)     | Canada      | Colorado Rockies                    | Kingston Canadians (OMJHL)    |
| 6  | Behn Wilson (D)      | Canada      | Philadelphia Flyers (da Pittsburgh) | Kingston Canadians (OMJHL)    |
| 7  | Ken Linseman (C)     | Canada      | Philadelphia Flyers (da NY Rangers) | Birmingham Bulls (WHA)        |
| 8  | Dan Geoffrion (AD)   | Canada      | Montreal Canadiens (da Los Angeles) | Cornwall Royals (QMJHL)       |
| 9  | Willie Huber (D)     | Canada      | Detroit Red Wings                   | Hamilton Fincups (OMJHL)      |
| 10 | Tim Higgins (AD)     | Canada      | Chicago Blackhawks                  | Ottawa 67's (OMJHL)           |
| 11 | Brad Marsh (D)       | Canada      | Atlanta Flames                      | London Knights (OMJHL)        |
| 12 | Brent Peterson (C)   | Canada      | Detroit Red Wings (da Toronto)      | Portland Winterhawks (WCHL)   |
| 13 | Larry Playfair (C)   | Canada      | Buffalo Sabres                      | Portland Winterhawks (WCHL)   |
| 14 | Danny Lucas (AD)     | Canada      | Philadelphia Flyers                 | S.S. Marie Greyhounds (OMJHL) |
| 15 | Steve Tambellini (C) | Canada      | New York Islanders                  | Lethbridge Broncos (WCHL)     |
| 16 | Al Secord (AS)       | Canada      | Boston Bruins                       | Hamilton Fincups (OMJHL)      |
| 17 | Dave Hunter (AS)     | Canada      | Philadelphia Flyers                 | Sudbury Wolves (OMJHL)        |
| 18 | Tim Coulis (AS)      | Canada      | Washington Capitals                 | Hamilton Fincups (OMJHL)      |

### Secondo giro
| #  | Giocatore             | Nazionalità | Squadra NHL                                        | Squadra di provenienza      |
| -- | --------------------- | ----------- | -------------------------------------------------- | --------------------------- |
| 19 | Steve Payne (AS)      | Canada      | Minnesota North Stars                              | Ottawa 67's (OMJHL)         |
| 20 | Paul Mulvey (AS)      | Canada      | Washington Capitals                                | Portland Winterhawks (WCHL) |
| 21 | Joel Quenneville (D)  | Canada      | Toronto Maple Leafs (da St. Louis)                 | Windsor Spitfires (OMJHL)   |
| 22 | Curt Fraser (AS)      | Canada      | Vancouver Canucks                                  | Victoria Cougars (WCHL)     |
| 23 | Paul MacKinnon (D)    | Canada      | Washington Capitals (da Minnesota)                 | Peterborough Petes (OMJHL)  |
| 24 | Steve Christoff (C)   | Stati Uniti | Minnesota North Stars (da Colorado)                | Minnesota Gophers (WCHA)    |
| 25 | Mike Meeker (C)       | Canada      | Pittsburgh Penguins                                | Brandon Wheat Kings (WCHL)  |
| 26 | Don Maloney (AS)      | Canada      | New York Rangers                                   | Kitchener Rangers (OMJHL)   |
| 27 | Merlin Malinowski (C) | Canada      | Colorado Rockies (da Los Angeles via Philadelphia) | Medicine Hat Tigers (WCHL)  |
| 28 | Glenn Hicks (AS)      | Canada      | Detroit Red Wings                                  | Flin Flon Bombers (WCHL)    |
| 29 | Doug Lecuyer (AS)     | Canada      | Chicago Blackhawks                                 | Portland Winterhawks (WCHL) |
| 30 | Dale Yakiwchuk (C)    | Canada      | Montreal Canadiens (da Atlanta)                    | Portland Winterhawks (WCHL) |
| 31 | Al Jensen (P)         | Canada      | Detroit Red Wings (da Toronto)                     | Hamilton Fincups (OMJHL)    |
| 32 | Tony McKegney (AS)    | Canada      | Buffalo Sabres                                     | Kingston Canadians (OMJHL)  |
| 33 | Mike Simurda (AD)     | Canada      | Philadelphia Flyers                                | Kingston Canadians (OMJHL)  |
| 34 | Randy Johnston (D)    | Canada      | New York Islanders                                 | Peterborough Petes (OMJHL)  |
| 35 | Graeme Nicolson (D)   | Canada      | Boston Bruins                                      | Cornwall Royals (QMJHL)     |
| 36 | Ron Carter (AD)       | Canada      | Montreal Canadiens                                 | Sherbrooke Castors (QMJHL)  |

### Terzo giro
| #  | Giocatore             | Nazionalità | Squadra NHL                                     | Squadra di provenienza          |
| -- | --------------------- | ----------- | ----------------------------------------------- | ------------------------------- |
| 37 | Gord Salt (AD)        | Canada      | Philadelphia Flyers (da Minnesota)              | Michigan Tech Huskies (WCHA)    |
| 38 | Glen Currie (C)       | Canada      | Washington Capitals                             | Laval Titan (QMJHL)             |
| 39 | Steve Harrison (D)    | Canada      | St. Louis Blues                                 | Toronto Marlboros (OMJHL)       |
| 40 | Stan Smyl (AD)        | Canada      | Vancouver Canucks                               | New Westminster Bruins (WCHL)   |
| 41 | Paul Messier (C)      | Canada      | Colorado Rockies                                | Denver Pioneers (WCHA)          |
| 42 | Richard David (AS)    | Canada      | Montreal Canadiens (da Pittsburgh)              | Trois-Rivières Draveurs (QMJHL) |
| 43 | Ray Markham (C)       | Canada      | New York Rangers                                | Flin Flon Bombers (WCHL)        |
| 44 | Dean Turner (D)       | Stati Uniti | New York Rangers (da Los Angeles)               | Michigan Wolverines (WCHA)      |
| 45 | Jay Johnston (D)      | Canada      | Washington Capitals (da Detroit)                | Hamilton Fincups (OMJHL)        |
| 46 | Rick Paterson (C)     | Canada      | Chicago Blackhawks                              | Cornwall Royals (QMJHL)         |
| 47 | Tim Bernhardt (P)     | Canada      | Atlanta Flames                                  | Cornwall Royals (QMJHL)         |
| 48 | Mark Kirton (C)       | Canada      | Toronto Maple Leafs                             | Peterborough Petes (OMJHL)      |
| 49 | Rob McClanahan (C)    | Stati Uniti | Buffalo Sabres                                  | Minnesota Gophers (WCHA)        |
| 50 | Glen Cochrane (D)     | Canada      | Philadelphia Flyers                             | Victoria Cougars (WCHL)         |
| 51 | Dwayne Lowdermilk (D) | Canada      | New York Islanders                              | Seattle Thunderbirds (WCHL)     |
| 52 | Brad Knelson (D)      | Canada      | Boston Bruins                                   | Lethbridge Broncos (WCHL)       |
| 53 | Doug Derkson (C)      | Canada      | Detroit Red Wings (da Montreal via Los Angeles) | New Westminster Bruins (WCHL)   |

### Quarto giro
| #  | Giocatore                 | Nazionalità | Squadra NHL                          | Squadra di provenienza        |
| -- | ------------------------- | ----------- | ------------------------------------ | ----------------------------- |
| 54 | Curt Giles (D)            | Canada      | Minnesota North Stars                | MN Duluth Bulldogs (WCHA)     |
| 55 | Bengt-Åke Gustafsson (AD) | Svezia      | Washington Capitals                  | Färjestad (Elitserien)        |
| 56 | Harald Lückner (C)        | Svezia      | Vancouver Canucks (da St. Louis)     | Färjestad (Elitserien)        |
| 57 | Brad Smith (AD)           | Canada      | Vancouver Canucks                    | Sudbury Wolves (OMJHL)        |
| 58 | Dave Watson (AS)          | Canada      | Colorado Rockies                     | S.S. Marie Greyhounds (OMJHL) |
| 59 | Dave Silk (AD)            | Stati Uniti | New York Rangers (da Pittsburgh)     | Boston U. Terriers (ECAC)     |
| 60 | André Doré (D)            | Canada      | New York Rangers                     | Québec Remparts (QMJHL)       |
| 61 | Shane Pearsall (AS)       | Canada      | Pittsburgh Penguins (da Los Angeles) | Ottawa 67's (OMJHL)           |
| 62 | Bjørn Skaare (C)          | Norvegia    | Detroit Red Wings                    | Ottawa 67's (OMJHL)           |
| 63 | Brian Young (D)           | Canada      | Chicago Blackhawks                   | New Westminster Bruins (WCHL) |
| 64 | Jim MacRae (AS)           | Canada      | Atlanta Flames                       | London Knights (OMJHL)        |
| 65 | Bob Parent (P)            | Canada      | Toronto Maple Leafs                  | Kitchener Rangers (OMJHL)     |
| 66 | Mike Gazdic (D)           | Canada      | Buffalo Sabres                       | Sudbury Wolves (OMJHL)        |
| 67 | Russ Wilderman (C)        | Canada      | Philadelphia Flyers                  | Seattle Thunderbirds (WCHL)   |
| 68 | George Buat (AD)          | Canada      | Boston Bruins                        | Seattle Thunderbirds (WCHL)   |
| 69 | Kevin Reeves (C)          | Canada      | Montreal Canadiens                   | Montreal Juniors (QMJHL)      |

### Quinto giro
| #  | Giocatore              | Nazionalità | Squadra NHL                     | Squadra di provenienza        |
| -- | ---------------------- | ----------- | ------------------------------- | ----------------------------- |
| 70 | Roy Kerling (AS)       | Canada      | Minnesota North Stars           | Cornell Big Red (ECAC)        |
| 71 | Lou Franceschetti (AS) | Canada      | Washington Capitals             | Niagara Falls Flyers (OMJHL)  |
| 72 | Kevin Willison (D)     | Canada      | St. Louis Blues                 | Billings Bighorns (WCHL)      |
| 73 | Tim Thomlison (P)      | Canada      | Colorado Rockies (da Vancouver) | Billings Bighorns (WCHL)      |
| 74 | Rod Guimont (AD)       | Canada      | Colorado Rockies                | Lethbridge Broncos (WCHL)     |
| 75 | Rob Garner (C)         | Canada      | Pittsburgh Penguins             | Toronto Marlboros (OMJHL)     |
| 76 | Mike McDougall (AD)    | Stati Uniti | New York Rangers                | Port Huron Flags (IHL)        |
| 77 | Paul Mancini (AS)      | Canada      | Los Angeles Kings               | S.S. Marie Greyhounds (OMJHL) |
| 78 | Ted Nolan (C)          | Canada      | Detroit Red Wings               | Toronto Marlboros (OMJHL)     |
| 79 | Mark Murphy (AS)       | Canada      | Chicago Blackhawks              | S.S. Marie Greyhounds (OMJHL) |
| 80 | Gord Wappel (D)        | Canada      | Atlanta Flames                  | Regina Pats (WCHL)            |
| 81 | Jordy Douglas (AS)     | Canada      | Toronto Maple Leafs             | Flin Flon Bombers (WCHL)      |
| 82 | Randy Ireland (P)      | Canada      | Buffalo Sabres                  | Flint Generals (IHL)          |
| 83 | Brad Tamblyn (D)       | Canada      | Philadelphia Flyers             | University of Toronto (CIAU)  |
| 84 | Greg Hay (AS)          | Stati Uniti | New York Islanders              | Portland Winterhawks (WCHL)   |
| 85 | Daryl MacLeod (AS)     | Stati Uniti | Boston Bruins                   | Boston U. Terriers (ECAC)     |
| 86 | Mike Boyd (D)          | Canada      | Montreal Canadiens              | S.S. Marie Greyhounds (OMJHL) |

### Sesto giro
| #   | Giocatore             | Nazionalità | Squadra NHL                         | Squadra di provenienza            |
| --- | --------------------- | ----------- | ----------------------------------- | --------------------------------- |
| 87  | Bob Bergloff (D)      | Stati Uniti | Minnesota North Stars               | Minnesota Gophers (WCHA)          |
| 88  | Vince Magnan (AS)     | Canada      | Washington Capitals                 | Denver Pioneers (WCHA)            |
| 89  | Jim Nill (AD)         | Canada      | St. Louis Blues                     | Medicine Hat Tigers (WCHL)        |
| 90  | Gerry Minor (C)       | Canada      | Vancouver Canucks                   | Regina Pats (WCHL)                |
| 91  | John Hynes (P)        | Stati Uniti | Colorado Rockies                    | Harvard Crimson (ECAC)            |
| 92  | Mel Hewitt (D)        | Canada      | Toronto Maple Leafs (da Pittsburgh) | Calgary Wranglers (WCHL)          |
| 93  | Tom Laidlaw (D)       | Canada      | New York Rangers                    | Northern Michigan Wildcats (CCHA) |
| 94  | Doug Keans (P)        | Canada      | Los Angeles Kings                   | Oshawa Generals (OMJHL)           |
| 95  | Sylvain Locas (C)     | Canada      | Detroit Red Wings                   | Sherbrooke Castors (QMJHL)        |
| 96  | Dave Feamster (D)     | Stati Uniti | Chicago Blackhawks                  | Colorado C. Tigers (WCHA)         |
| 97  | Greg Meredith (AD)    | Canada      | Atlanta Flames                      | Notre Dame Fighting Irish (WCHA)  |
| 98  | Normand Lefebvre (AD) | Canada      | Toronto Maple Leafs                 | Trois-Rivières Draveurs (QMJHL)   |
| 99  | Cam MacGregor (AS)    | Canada      | Buffalo Sabres                      | Cornwall Royals (QMJHL)           |
| 100 | Mark Taylor (C)       | Canada      | Philadelphia Flyers                 | ND Fighting Hawks (WCHA)          |
| 101 | Kelly Davis (D)       | Canada      | New York Islanders                  | Flin Flon Bombers (WCHL)          |
| 102 | Jeff Brubaker (AS)    | Stati Uniti | Boston Bruins                       | Peterborough Petes (OMJHL)        |
| 103 | Keith Acton (C)       | Canada      | Montreal Canadiens                  | Peterborough Petes (OMJHL)        |

### Settimo giro
| #   | Giocatore           | Nazionalità | Squadra NHL                     | Squadra di provenienza            |
| --- | ------------------- | ----------- | ------------------------------- | --------------------------------- |
| 104 | Kim Spencer (D)     | Canada      | Minnesota North Stars           | Victoria Cougars (WCHL)           |
| 105 | Mats Hallin (AS)    | Svezia      | Washington Capitals             | Södertälje SK (Elitserien)        |
| 106 | Steve Stockman (C)  | Canada      | St. Louis Blues                 | Cornwall Royals (QMJHL)           |
| 107 | Dave Ross (AS)      | Canada      | Vancouver Canucks               | Portland Winterhawks (WCHL)       |
| 108 | Andy Clark (D)      | Canada      | Colorado Rockies                | Lake Superior S. Lakers (CCHA)    |
| 109 | Paul MacLean (AD)   | Stati Uniti | St. Louis Blues (da Pittsburgh) | Hull Olympiques (QMJHL)           |
| 110 | Dan Clark (D)       | Canada      | New York Rangers                | Milwaukee Admirals (IHL)          |
| 111 | Don Waddell (D)     | Stati Uniti | Los Angeles Kings               | Northern Michigan Wildcats (CCHA) |
| 112 | Wes George (AS)     | Canada      | Detroit Red Wings               | Saskatoon Blades (WCHL)           |
| 113 | Dave Mancuso (D)    | Canada      | Chicago Blackhawks              | Windsor Spitfires (OMJHL)         |
| 114 | Dave Hindmarch (AD) | Canada      | Atlanta Flames                  | University of Alberta (CIAU)      |
| 115 | John Scammell (D)   | Canada      | Toronto Maple Leafs             | Lethbridge Broncos (WCHL)         |
| 116 | Dan Eastman (C)     | Canada      | Buffalo Sabres                  | Peterborough Petes (OMJHL)        |
| 117 | Mike Ewanouski (AD) | Stati Uniti | Philadelphia Flyers             | Boston College Eagles (ECAC)      |
| 118 | Richard Pepin (AS)  | Canada      | New York Islanders              | N. Hampshire Wildcats (ECAC)      |
| 119 | Murray Skinner (P)  | Canada      | Boston Bruins                   | Lake Superior S. Lakers (CCHA)    |
| 120 | Jim Lawson (AD)     | Canada      | Montreal Canadiens              | Brown Bears (ECAC)                |

### Ottavo giro
| #   | Giocatore          | Nazionalità | Squadra NHL                         | Squadra di provenienza                    |
| --- | ------------------ | ----------- | ----------------------------------- | ----------------------------------------- |
| 121 | Mike Cotterr (D)   | Canada      | Minnesota North Stars               | Bowling Green Falcons (CCHA)              |
| 122 | Rich Sirois (P)    | Canada      | Washington Capitals                 | Milwaukee Admirals (IHL)                  |
| 123 | Denis Houle (AD)   | Canada      | St. Louis Blues                     | Hamilton Fincups (OMJHL)                  |
| 124 | Steve O'Neill (AS) | Stati Uniti | Vancouver Canucks                   | Providence Friars (ECAC)                  |
| 125 | John Olver (AD)    | Canada      | Colorado Rockies                    | Michigan Wolverines (WCHA)                |
| 126 | Jerry Price (P)    | Canada      | Philadelphia Flyers (da Pittsburgh) | Portland Winterhawks (WCHL)               |
| 127 | Greg Kostenko (D)  | Canada      | New York Rangers                    | Ohio State Buckeyes (CCHA)                |
| 128 | Rob Mierkalns (C)  | Canada      | Los Angeles Kings                   | Hamilton Fincups (OMJHL)                  |
| 129 | John Barrett (D)   | Canada      | Detroit Red Wings                   | Windsor Spitfires (OMJHL)                 |
| 130 | Sandy Ross (D)     | Canada      | Chicago Blackhawks                  | Colgate Raiders (ECAC)                    |
| 131 | Dave Morrison (AD) | Canada      | Atlanta Flames                      | Calgary Wranglers (WCHL)                  |
| 132 | Kevin Reinhart (D) | Canada      | Toronto Maple Leafs                 | Kitchener Rangers (OMJHL)                 |
| 133 | Eric Strobel (C)   | Stati Uniti | Buffalo Sabres                      | Minnesota Gophers (WCHA)                  |
| 134 | Darre Switzer (C)  | Canada      | Philadelphia Flyers                 | Medicine Hat Tigers (WCHL)                |
| 135 | Dave Cameron (C)   | Canada      | New York Islanders                  | University of Prince Edward Island (CIAU) |
| 136 | Bobby Hehir (C)    | Stati Uniti | Boston Bruins                       | Boston College Eagles (ECAC)              |
| 137 | Larry Landon (AD)  | Canada      | Montreal Canadiens                  | RPI Engineers (ECAC)                      |

### Nono giro
| #   | Giocatore              | Nazionalità | Squadra NHL                     | Squadra di provenienza          |
| --- | ---------------------- | ----------- | ------------------------------- | ------------------------------- |
| 138 | Brent Gogol (AD)       | Canada      | Minnesota North Stars           | Billings Bighorns (WCHL)        |
| 139 | Denis Pomerleau (AD)   | Canada      | Washington Capitals             | Trois-Rivières Draveurs (QMJHL) |
| 140 | Tony Meagher (AD)      | Canada      | St. Louis Blues                 | Boston U. Terriers (ECAC)       |
| 141 | Charlie Antetomaso (D) | Stati Uniti | Vancouver Canucks               | Boston College Eagles (ECAC)    |
| 142 | Kevin Krook (D)        | Canada      | Colorado Rockies                | Regina Pats (WCHL)              |
| 143 | Rick Simpson (AD)      | Canada      | St. Louis Blues (da Pittsburgh) | Medicine Hat Tigers (WCHL)      |
| 144 | Brian McDavid (D)      | Canada      | New York Rangers                | Kitchener Rangers (OMJHL)       |
| 145 | Rick Scully (AS)       | Canada      | Los Angeles Kings               | Brown Bears (ECAC)              |
| 146 | Jim Malazdrewicz (AS)  | Canada      | Detroit Red Wings               | St. Boniface Saints (MJHL)      |
| 147 | Mark Locken (P)        | Canada      | Chicago Blackhawks              | Niagara Falls Flyers (OMJHL)    |
| 148 | Doug Todd (AD)         | Canada      | Atlanta Flames                  | Michigan Wolverines (WCHA)      |
| 149 | Mike Waghorne (D)      | Stati Uniti | Toronto Maple Leafs             | N. Hampshire Wildcats (ECAC)    |
| 150 | Eugene O'Sullivan (C)  | Canada      | Buffalo Sabres                  | Calgary Wranglers (WCHL)        |
| 151 | Greg Francis (D)       | Canada      | Philadelphia Flyers             | St. Lawrence Saints (ECAC)      |
| 152 | Paul Joswiak (P)       | Stati Uniti | New York Islanders              | Minnesota Gophers (WCHA)        |
| 153 | Craig MacTavish (C)    | Canada      | Boston Bruins                   | UMass River Hawks (ECAC)        |
| 154 | Kevin Constantine (P)  | Stati Uniti | Montreal Canadiens              | RPI Engineers (ECAC)            |

### Decimo giro
| #   | Giocatore           | Nazionalità | Squadra NHL                      | Squadra di provenienza               |
| --- | ------------------- | ----------- | -------------------------------- | ------------------------------------ |
| 155 | Mike Seidei (AS)    | Stati Uniti | Minnesota North Stars            | Bloomington Junior Stars (USHL)      |
| 156 | Barry Heard (P)     | Canada      | Washington Capitals              | London Knights (OMJHL)               |
| 157 | Jim Lockhurst (P)   | Canada      | St. Louis Blues                  | Kingston Canadians (OMJHL)           |
| 158 | Richard Martens (P) | Canada      | Vancouver Canucks                | New Westminster Bruins (WCHL)        |
| 159 | Jeff Jensen (AS)    | Stati Uniti | Colorado Rockies                 | Lake Superior S. Lakers (CCHA)       |
| 160 | Bob Froese (P)      | Canada      | St. Louis Blues (da Pittsburgh)  | Niagara Falls Flyers (OMJHL)         |
| 161 | Mark Rodrigues (P)  | Stati Uniti | New York Rangers                 | Yale Bulldogs (ECAC)                 |
| 162 | Brad Thiessen (C)   | Canada      | Los Angeles Kings                | Toronto Marlboros (OMJHL)            |
| 163 | Geoff Shaw (AD)     | Canada      | Detroit Red Wings                | Hamilton Fincups (OMJHL)             |
| 164 | Glenn Van (D)       | Stati Uniti | Chicago Blackhawks               | Colorado C. Tigers (WCHA)            |
| 165 | Mark Green (C)      | Stati Uniti | Atlanta Flames                   | Sherbrooke Castors (QMJHL)           |
| 166 | Laurie Cuvelier (D) | Canada      | Toronto Maple Leafs              | St. Francis Xavier University (CIAU) |
| 167 | Rick Berard (D)     | Canada      | Philadelphia Flyers (da Buffalo) | St. Mary's University (CIAU)         |
| 168 | Don Lucia (D)       | Stati Uniti | Philadelphia Flyers              | Notre Dame Fighting Irish (WCHA)     |
| 169 | Scott Cameron (D)   | Canada      | New York Islanders               | Notre Dame Fighting Irish (WCHA)     |
| 170 | Dan Lerg (D)        | Stati Uniti | St. Louis Blues (da Boston)      | Michigan Wolverines (WCHA)           |
| 171 | John Swan (C)       | Canada      | Montreal Canadiens               | McGill University (CIAU)             |

### Undicesimo giro
| #   | Giocatore                 | Nazionalità | Squadra NHL                      | Squadra di provenienza            |
| --- | ------------------------- | ----------- | -------------------------------- | --------------------------------- |
| 172 | Mark Toffolo (D)          | Stati Uniti | Washington Capitals              | Port Huron Flags (IHL)            |
| 173 | Risto Siltanen (D)        | Finlandia   | St. Louis Blues                  | Ilves (SM-liiga)                  |
| 174 | Bo Ericson (D)            | Svezia      | Colorado Rockies                 | AIK (Elitserien)                  |
| 175 | Dan Hermansson (AD)       | Svezia      | St. Louis Blues (da Pittsburgh)  | BIK Karlskoga (Elitserien)        |
| 176 | Steve Weeks (P)           | Canada      | New York Rangers                 | Northern Michigan Wildcats (CCHA) |
| 177 | Jim Armstrong (AS)        | Stati Uniti | Los Angeles Kings                | Clarkson Golden Knights (ECAC)    |
| 178 | Carl Van Harrewyn (D)     | Canada      | Detroit Red Wings                | New Westminster Bruins (WCHL)     |
| 179 | Darryl Sutter (AS)        | Canada      | Chicago Blackhawks               | Lethbridge Broncos (WCHL)         |
| 180 | Bob Sullivan (AS)         | Canada      | Atlanta Flames                   | Toledo Goaldiggers (IHL)          |
| 181 | Jean-Francois Boutin (AS) | Canada      | St. Louis Blues (da Toronto)     | Sorel Éperviers (QMJHL)           |
| 182 | Mark Berge (D)            | Stati Uniti | Philadelphia Flyers (da Buffalo) | ND Fighting Hawks (WCHA)          |
| 183 | Ken Moore (P)             | Stati Uniti | Philadelphia Flyers              | Clarkson Golden Knights (ECAC)    |
| 184 | Christer Lowdahl (C)      | Svezia      | New York Islanders               | Örebro (Elitserien)               |
| 185 | John Sullivan (AD)        | Stati Uniti | St. Louis Blues (da Boston)      | Providence Friars (ECAC)          |
| 186 | Daniel Metivier (AD)      | Canada      | Montreal Canadiens               | Hull Olympiques (QMJHL)           |

### Dodicesimo giro
| #   | Giocatore               | Nazionalità      | Squadra NHL                        | Squadra di provenienza        |
| --- | ----------------------- | ---------------- | ---------------------------------- | ----------------------------- |
| 187 | Paul Hogan (AS)         | Canada           | Washington Capitals                | Regina Pats (WCHL)            |
| 188 | Serge Menard (AD)       | Canada           | St. Louis Blues                    | Montreal Juniors (QMJHL)      |
| 189 | Steve Barger (AD)       | Stati Uniti      | Washington Capitals (da Vancouver) | Boston College Eagles (ECAC)  |
| 190 | Jari Viitala (C)        | Finlandia        | Colorado Rockies                   | Ilves (SM-liiga)              |
| 191 | Don Boyd (D)            | Canada           | St. Louis Blues (da Pittsburgh)    | RPI Engineers (ECAC)          |
| 192 | Pierre Daigneault (AS)  | Canada           | New York Rangers                   | Cégep de Saint-Laurent (CIAU) |
| 193 | Claude Larochelle (C)   | Canada           | Los Angeles Kings                  | Hull Olympiques (QMJHL)       |
| 194 | Ladislav Svozil (AS)    | Cecoslovacchia   | Detroit Red Wings                  | Vítkovice Steel (Extraliga)   |
| 195 | Jim Olson (C)           | Canada           | Philadelphia Flyers (da Chicago)   | St. Paul Vulcans (USHL)       |
| 196 | Bernhard Englbrecht (P) | Germania Ovest   | Atlanta Flames                     | EV Landshut (Bundesliga)      |
| 197 | Paul Stasiuk (AS)       | Canada           | St. Louis Blues (da Toronto)       | Providence Friars (ECAC)      |
| 198 | Anton Šťastný (AS)      | Cecoslovacchia   | Philadelphia Flyers                | Slovan Bratislava (Extraliga) |
| 199 | Gunnar Persson (D)      | Svezia           | New York Islanders                 | Brynäs (Elitserien)           |
| 200 | Gerd Truntschka (C)     | Germania Ovest   | St. Louis Blues (da Boston)        | Kölner EC (Bundesliga)        |
| 201 | Vjačeslav Fetisov (D)   | Unione Sovietica | Montreal Canadiens                 | CSKA Mosca (URSS)             |

### Tredicesimo giro
| #   | Giocatore            | Nazionalità | Squadra NHL                      | Squadra di provenienza       |
| --- | -------------------- | ----------- | -------------------------------- | ---------------------------- |
| 202 | Rod Pacholzuk (D)    | Canada      | Washington Capitals              | Michigan Wolverines (WCHA)   |
| 203 | Viktor Škurdjuk (AD) | Canada      | St. Louis Blues                  | SKA Leningrado (URSS)        |
| 204 | Ulf Zetterström (AS) | Svezia      | Colorado Rockies                 | Kiruna (Elitserien)          |
| 205 | Carl Bloomberg (P)   | Stati Uniti | St. Louis Blues (da Pittsburgh)  | Saint Louis Billikens (CCHA) |
| 206 | Chris McLaughlin (D) | Stati Uniti | New York Rangers                 | Dartmouth Big Green (ECAC)   |
| 207 | Terry Kitching (AS)  | Canada      | St. Louis Blues (da Los Angeles) | Saint Louis Billikens (CCHA) |
| 208 | Tom Bailey (AD)      | Canada      | Detroit Red Wings                | Kingston Canadians (OMJHL)   |
| 209 | Brian O'Connor (D)   | Stati Uniti | St. Louis Blues (da Atlanta)     | Boston U. Terriers (ECAC)    |
| 210 | Brian Crombeen (D)   | Canada      | St. Louis Blues (da Toronto)     | Kingston Canadians (OMJHL)   |
| 211 | Mike Pidgeon (C)     | Canada      | St. Louis Blues (da Boston)      | Oshawa Generals (OMJHL)      |
| 212 | Jeff Mars (AD)       | Stati Uniti | Montreal Canadiens               | Michigan Wolverines (WCHA)   |

### Quattordicesimo giro
| #   | Giocatore            | Nazionalità | Squadra NHL                       | Squadra di provenienza            |
| --- | -------------------- | ----------- | --------------------------------- | --------------------------------- |
| 213 | Wes Jarvis (C)       | Canada      | Washington Capitals               | Windsor Spitfires (OMJHL)         |
| 214 | John Cochrane (AD)   | Stati Uniti | St. Louis Blues                   | Harvard Crimson (ECAC)            |
| 215 | Ray Irwin (D)        | Canada      | Washington Capitals (da Colorado) | Oshawa Generals (OMJHL)           |
| 216 | Joe Casey (D)        | Stati Uniti | St. Louis Blues (da Pittsburgh)   | Boston College Eagles (ECAC)      |
| 217 | Todd Johnson (C)     | Stati Uniti | New York Rangers                  | Boston U. Terriers (ECAC)         |
| 218 | Jim Farrell (C)      | Stati Uniti | St. Louis Blues (da Los Angeles)  | Princeton Tigers (ECAC)           |
| 219 | Larry Lozinski (P)   | Canada      | Detroit Red Wings                 | Flin Flon Bombers (WCHL)          |
| 220 | Frank Johnson (D)    | Stati Uniti | St. Louis Blues (da Atlanta)      | Providence Friars (ECAC)          |
| 221 | Blair Wheeler (D)    | Canada      | St. Louis Blues (da Toronto)      | Yale Bulldogs (ECAC)              |
| 222 | Greg Tignanelli (AS) | Stati Uniti | Montreal Canadiens                | Northern Michigan Wildcats (CCHA) |

### Quindicesimo giro
| #   | Giocatore            | Nazionalità | Squadra NHL        | Squadra di provenienza        |
| --- | -------------------- | ----------- | ------------------ | ----------------------------- |
| 223 | Dan McCarthy (C)     | Canada      | New York Rangers   | Sudbury Wolves (OMJHL)        |
| 224 | Randy Betty (AS)     | Canada      | Detroit Red Wings  | New Westminster Bruins (WCHL) |
| 225 | George Goulakos (AS) | Canada      | Montreal Canadiens | St. Lawrence Saints (ECAC)    |

### Sedicesimo giro
| #   | Giocatore         | Nazionalità | Squadra NHL        | Squadra di provenienza     |
| --- | ----------------- | ----------- | ------------------ | -------------------------- |
| 226 | Brian Crawley (D) | Canada      | Detroit Red Wings  | St. Lawrence Saints (ECAC) |
| 227 | Ken Moodie (AD)   | Canada      | Montreal Canadiens | Colgate Raiders (ECAC)     |

### Diciassettesimo giro
| #   | Giocatore         | Nazionalità | Squadra NHL        | Squadra di provenienza    |
| --- | ----------------- | ----------- | ------------------ | ------------------------- |
| 228 | Doug Feasby (C)   | Canada      | Detroit Red Wings  | Toronto Marlboros (OMJHL) |
| 229 | Serge Leblanc (D) | Canada      | Montreal Canadiens | Vermont Catamounts (ECAC) |

### Diciottesimo giro
| #   | Giocatore        | Nazionalità | Squadra NHL        | Squadra di provenienza    |
| --- | ---------------- | ----------- | ------------------ | ------------------------- |
| 230 | Bob Magnuson (C) | Stati Uniti | Montreal Canadiens | Merrimack Warriors (ECAC) |

### Diciannovesimo giro
| #   | Giocatore        | Nazionalità | Squadra NHL        | Squadra di provenienza         |
| --- | ---------------- | ----------- | ------------------ | ------------------------------ |
| 231 | Chris Nilan (AD) | Stati Uniti | Montreal Canadiens | Northeastern U. Huskies (ECAC) |

### Ventesimo giro
| #   | Giocatore       | Nazionalità | Squadra NHL        | Squadra di provenienza     |
| --- | --------------- | ----------- | ------------------ | -------------------------- |
| 232 | Rick Wilson (P) | Canada      | Montreal Canadiens | St. Lawrence Saints (ECAC) |

### Ventunesimo giro
| #   | Giocatore           | Nazionalità | Squadra NHL        | Squadra di provenienza   |
| --- | ------------------- | ----------- | ------------------ | ------------------------ |
| 233 | Louis Sleigher (AD) | Canada      | Montreal Canadiens | Chic. Saguenéens (QMJHL) |

### Ventiduesimo giro
| #   | Giocatore         | Nazionalità | Squadra NHL        | Squadra di provenienza   |
| --- | ----------------- | ----------- | ------------------ | ------------------------ |
| 234 | Douglas Robb (AD) | Canada      | Montreal Canadiens | Billings Bighorns (WCHL) |